# Po Klong M'hnai
Po Klong M'hnai (?-1627) est un roi du Royaume de Champā de la VIIIe dynastie, il règne de 1622 à 1627.

## Contexte
Po Klaong Mah Nai est un officier  noble de haut rang  du royaume du Champa qui porte le titre de Maha Taha. De confession musulmane il tue en 1622, le souverain hindouiste Po Ehklang et s'empare du trône. Il chasse les missionnaires Jésuites. 
Dans les années 1622 à 1630, les navires des marchands hollandais sont attaqués par des « Malais » dans le sud de la Mer de Chine; il semble en fait que les agresseurs soient des  Chams, et non pas des  Malais,. À cette époque, le pays sombre dans le chaos du fait de violents conflits entre les Chams hindouistes et  musulmans. En 1627, Po Klaong Mah Nai meurt et il  a comme successeur sur le trône un chef Churu nommé Po Rome.
Le temple de  Po Klaong Mah Nai se trouve à Phan Rí, à environ  15 km de la  région de Bắc Bình, dans la province de Bình Thuận .